# Štěnovický Borek
Štěnovický Borek é uma comuna checa localizada na região de Plzeň, distrito de Plzeň-město.